# Kosmová
Kosmová (německy Goßmaul) je malá vesnice a část města Toužim v okrese Karlovy Vary v Karlovarském kraji. Nachází se asi 2,5 kilometru jižně od Toužimi. Prochází jí silnice II/198. Kosmová je také název katastrálního území o rozloze 6,43 km².

## Historie
Kolonizační ves založená na přelomu 12. a 13. století byla až do zrušení patrimoniální správy součástí toužimského panství. První písemná zmínka o vesnici pochází z roku 1467.

## Obyvatelstvo
Při sčítání lidu v roce 1921 ve vsi žilo 195 obyvatel (z toho 101 mužů), z nichž bylo 194 Němců a jeden cizinec. Všichni se hlásili k římskokatolické církvi. Podle sčítání lidu z roku 1930 měla vesnice 191 obyvatel: jednoho Čechoslováka a 190 Němců. Kromě jednoho evangelíka byli římskými katolíky.
| Rok            | 1869 | 1880 | 1890 | 1900 | 1910 | 1921 | 1930 | 1950 | 1961 | 1970 | 1980 | 1991 | 2001 | 2011 | 2021 |
| -------------- | ---- | ---- | ---- | ---- | ---- | ---- | ---- | ---- | ---- | ---- | ---- | ---- | ---- | ---- | ---- |
| Počet obyvatel | 189  | 188  | 166  | 172  | 187  | 195  | 191  | 114  | 72   | 248  | 214  | 194  | 215  | 186  | 166  |
| Počet domů     | 28   | 29   | 31   | 30   | 31   | 33   | 34   | 23   | 17   | 20   | 19   | 21   | 23   | 26   | 27   |

## Obecní správa
Při sčítání lidu v letech 1869–1975 Kosmová byla samostatnou obcí, se kterým patřila nejprve do okresu Karlovy Vary, ale v letech 1900–1930 v okrese Teplá, v roce 1950 v okrese Toužim a od roku 1960 opět v okrese Karlovy Vary. Od 1. ledna 1976 je částí města Toužim v okrese Karlovy Vary. V roce 1869 k obci patřil Třebouň a od 1. ledna 1975 do 31. prosince 1975 také Bezděkov, Branišov, Dobrá Voda, Dřevohryzy a Prachomety.

## Pamětihodnosti
Historické jádro tvoří oválná náves kolem brodu říčky Střely. Zástavbu tvoří řada staveb lidové architektury s roubenými a hrázděnými domy. Historické jádro je vesnickou památkovou zónou.
- Návesní kaple – klasicistní kaple z počátku 19. století
- Usedlost čp. 3 – obytné stavení s roubeným přízemím a hrazděným polopatrem
- Usedlost čp. 4 – obytné stavení s hrázděným polopatrem a bedněným štítem, roubená stodola
- Usedlost čp. 6 – zděná usedlost s patrovým stavením a s kulisovou branou
- Usedlost čp. 23 – zděné stavení s hrázděným štítem
- Stavení čp. 33 – stavení s roubeným přízemím a hrázděným polopatrem
- Socha sv. Josefa – torzo sochy na podstavci